# Éric XIV
 (avril 2020).
Si vous disposez d'ouvrages ou d'articles de référence ou si vous connaissez des sites web de qualité traitant du thème abordé ici, merci de compléter l'article en donnant les références utiles à sa vérifiabilité et en les liant à la section « Notes et références ».
Éric XIV de Suède (en suédois : Erik XIV av Sverige), né le 13 décembre 1533 au palais royal de Stockholm et mort le 26 février 1577 au château d'Örbyhus, est roi de Suède de 1560 à sa déposition en 1568. Il est également monarque d’Estonie après sa conquête par la Suède en 1561.

## Biographie

### Famille
Fils aîné de Gustave Ier Vasa, roi de Suède et de Finlande, et de Catherine de Saxe-Lauenbourg, il est intelligent et artistiquement doué, de même que politiquement ambitieux. En 1557, il lui est conféré le titre de duc de Kalmar, Kronoberg et Öland.
Cependant, il fait preuve dès le début de son règne de signes d’instabilité mentale, ce qui le conduit finalement à la folie.

### Règne
La politique étrangère d’Éric est dominée par ses efforts pour faire de la Suède une grande puissance. À la différence de son père, qui avait été généralement satisfait de gouverner un État indépendant, Éric tente d’étendre son influence dans la région baltique et en Estonie. Il prend part au conflit qui oppose entre eux le Danemark, la Suède, la Pologne et la Russie à la suite de l’effondrement du pouvoir des chevaliers lettons dans les provinces baltes, chacun de ces pays faisant valoir ses droits sur ces régions.
Son expansionnisme lui fait se confronter à son cousin, le roi de Danemark Frédéric II.
À la recherche d’alliances politiques utiles, Éric fait aussi des propositions de mariage restées sans succès entre autres à Élisabeth Ire et Marie Stuart, de même qu'à Renée de Lorraine et Christine de Hesse (1543 – 1604).
En politique intérieure, les ambitions d’Éric sont fortement contrecarrées par la noblesse suédoise, y compris par son demi-frère, Jean, qui se rebelle, mais est capturé et jugé pour haute trahison en 1563. La majeure partie du règne d'Éric XIV est dominée par la guerre nordique de Sept Ans contre le Danemark, pendant laquelle il repousse avec succès la plupart des tentatives danoises de conquêtes, mais où en revanche il se montre incapable de conserver ses propres conquêtes.
Pendant ces années, sa folie s’aggrave ; son règne devient d’autant plus autocratique et marqué d’attaques, parmi lesquelles le meurtre des Sture (en) en 1566.

### Déposition et mort
Le 29 septembre 1568, il est déposé et emprisonné par Jean qui prend le pouvoir et lui succède sur le trône sous le nom de Jean III. Le conseiller le plus fidèle d’Éric, Jöran Persson (en), est condamné pour la plupart des actions entreprises contre la noblesse pendant son règne, avant d'être exécuté peu de temps après l’accession au trône de Jean III.
Éric XIV meurt en prison au château d'Örbyhus, où selon la rumeur, son dernier repas est un bol de soupe aux pois empoisonné. Un document signé par son frère Jean III et un noble, Bengt Bengtsson Gylta, donnait à ses gardes l’autorisation de l’empoisonner si quiconque tentait de le faire évader. Il est inhumé dans la cathédrale de Västerås. En 1958, sa dépouille est exhumée et des analyses mettent au jour la preuve d’empoisonnement à l’arsenic.

## Famille et descendants
Éric XIV a plusieurs liaisons avant son mariage.
Avec Agda Persdotter (en) il a quatre filles :

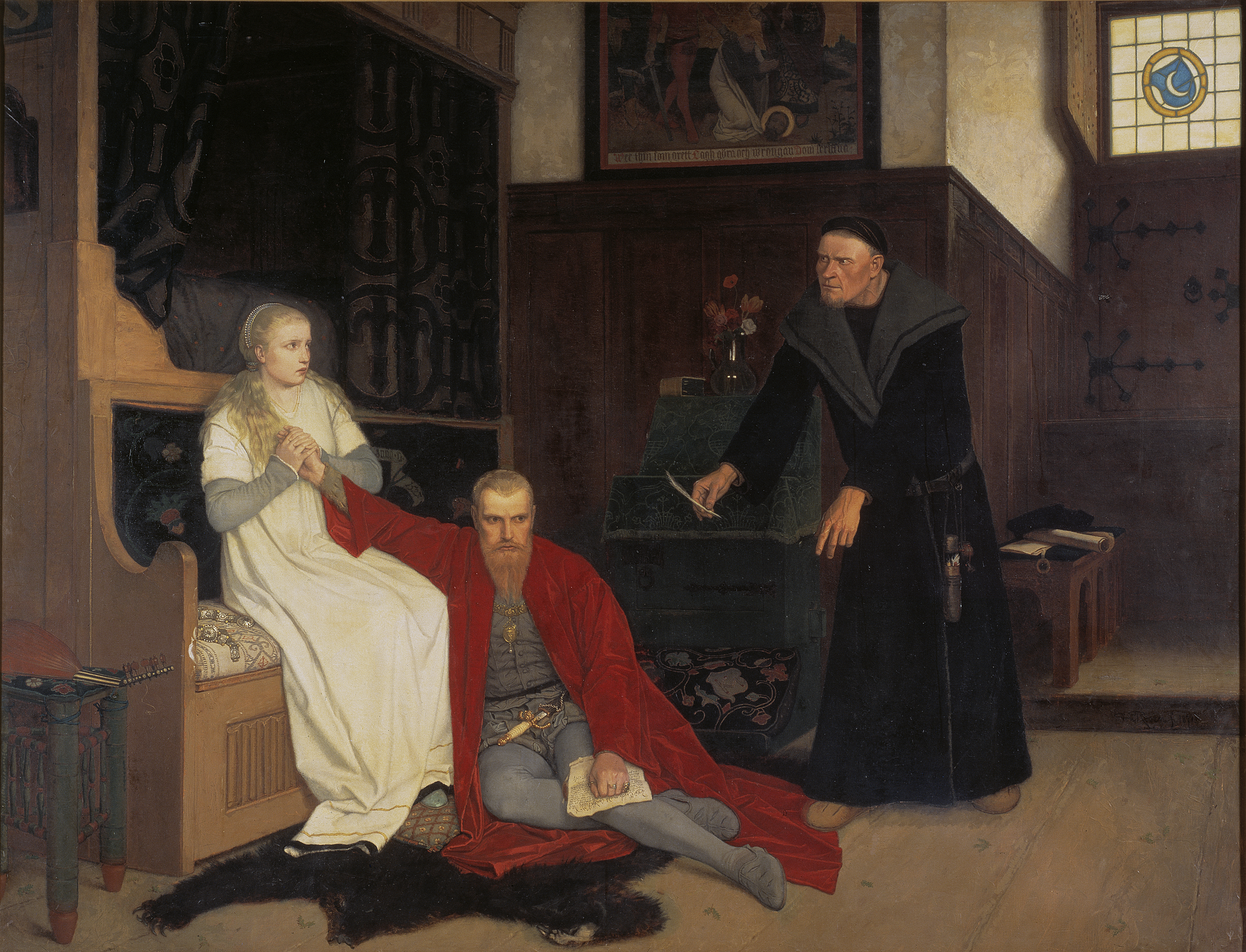
Karin Månsdotter, Éric XIV et Jöran Persson (tableau de Georg von Rosen, 1871).

- Margareta Eriksdotter (1558 – 1618), mariée en 1592 à Olov Simonsson ;
- Virginia Eriksdotter (1559 – 1633), descendants encore en vie ;
- Constantia Eriksdotter (1560 – 1649), descendants encore en vie ;
- Lucretia Eriksdotter (1564 – vers 1574).

Avec Karin Jacobsdotter :
- un enfant non marié, mort vers 1565.

Le 4 juillet 1568, Éric XIV épouse enfin Karin Månsdotter (Catherine Maansdatter) (1550 – 1612), une des rares roturières à avoir été couronnée reine consort de Suède, avec laquelle il a quatre enfants :
- Sigrid (en) (1566 – 1633), née avant le mariage ;
- Gustave (1568 – 1607), né avant le mariage ;
- Henrik (1570 – 1574) ;
- Arnold (1572 – 1573).

## Titres et honneurs

### Titulature
- 13 décembre 1533 – 13 janvier 1544 : Son Altesse royale le prince Éric de Suède
- 13 janvier 1544 – 1557 : Son Altesse royale le prince héritier Éric de Suède
- 1557 – 29 septembre 1560 : Son Altesse royale le prince héritier Éric de Suède, duc de Kalmar, Kronoberg et Öland
- 29 septembre 1560 – 29 septembre 1568 : Sa majesté le roi de Suède

## Dans la culture populaire
La vie d’Éric XIV est le sujet d’une pièce de 1899 par l’auteur suédois August Strindberg.